# Rocky Marciano (film)
Rocky Marciano is een Amerikaanse televisiefilm uit 1999, geregisseerd  en geschreven door Charles Winkler en geproduceerd door Rob Cowan. De hoofdrollen worden vertolkt door Jon Favreau, Penelope Ann Miller en Judd Hirsch. De film is gebaseerd op het leven van de bokser Rocky Marciano.

## Verhaal
Een jongeman met maar een droom; wegkomen uit een arme wijk waarin hij is opgegroeid. Om maar niet in een schoenenfabriek te hoeven werken waar zijn vader (George C. Scott) al zijn hele leven al werkt, besluit hij bokser te worden. Met nauwelijks techniek wordt toch hij tijdens zijn eerste profwedstrijd opgemerkt door de onbetrouwbare bokspromoter All Weil en de maffioso Carbo. Na een wedstrijd waarin Rocky bijna iemand ombrengt besluit hij te stoppen, maar zijn angst om arm te blijven brengt hem weer in de ring, tegen zijn grootste tegenstander tot nu toe: zijn idool Joe Louis.

## Rolbezetting
| Acteur                            | Personage                                 |
| --------------------------------- | ----------------------------------------- |
| Jon Favreau                       | Rocky Marciano                            |
| Penelope Ann Miller               | Barbara Cousins                           |
| Judd Hirsch                       | Al Weill                                  |
| Tony Lo Bianco                    | Frankie Carbo                             |
| Duane Davis                       | Joe Louis                                 |
| Rino Romano                       | Allie Colombo                             |
| George C. Scott                   | Pierino Marchegiano                       |
| Rhoda Gemignani                   | Pasquelina Marchegiano                    |
| Aron Tager                        | Charley Goldman                           |
| Noah Danby                        | Carmine Vingo                             |
| Gil Filar                         | Jonge Rocky                               |
| Jerome Silvano                    | Jonge Allie                               |
| Carmela Albero                    | Mrs. Vingo                                |
| Conrad Bergschneider              | Bewaker                                   |
| J. Winston Carroll                | Murphy                                    |
| Jeff Clarke                       | Brockton Eddie                            |
| Lauren Collins                    | Mary Anne                                 |
| Natasha Debellis                  | Rocky's Zus                               |
| Reg Dreger                        | TV Omroeper                               |
| Richard Fitzpatrick               | Commentator                               |
| Dean Hagopian Nieuws Verslaggever |                                           |
| Gavin Heffernan                   | Rumoerig Kind                             |
| Howard Jerome                     | Madison Square Garden Ring Scheidsrechter |
| John Kalbhenn                     | Palisades Scheidsrechter                  |
| Marvin Kaye                       | Hand Werker                               |
| Barry Kennedy                     | Piloot                                    |
| Christopher Kentebe               | Oefenpartner                              |
| Bill Lake                         | Piloot                                    |
| Robert Latimer                    | TV Producent                              |
| Shawn Lawrence                    | Iers Werker                               |
| John Liddle                       | Wellwisher                                |
| Gordon Lusby                      | Lee Epperson                              |
| Christopher Marren                | Jonge Piloot                              |
| Gino Marrocco                     | Wellwisher                                |
| Ray Marsh                         | Omroeper Epperson Gevecht                 |
| Kenneth McGregor                  | Voorman                                   |
| Gerry Mendicino                   | Emcee                                     |
| Sandra Nelson                     | Gillende Dame                             |
| Jack Newman                       | Doc                                       |
| James O'Regan                     | Klerk                                     |
| Panou                             | Oppasser                                  |
| Jill Riley                        | Wellwisher                                |
| Wayne Robson                      | Lou Ambers                                |
| David Roemmele                    | Jonge Brockton Eddie                      |
| Ed Sahely                         | Omroeper                                  |